# Paul Demont
Paul Demont, né le 7 juillet 1949 à Paris, est un philologue helléniste français, professeur émérite à Sorbonne Université.

## Biographie

### Formation
Né le 7 juillet 1949 à Paris (15e), Paul Demont a fait ses études secondaires au Lycée Hector Berlioz de Vincennes. Il a été reçu à l’École Normale Supérieure en 1969, après une préparation au Lycée Henri-IV. Agrégé de Lettres classiques en 1971, il a soutenu son doctorat d’État en Études grecques, préparé sous la direction de Jacqueline de Romilly, en 1986.

### Carrière
Assistant chargé des fonctions de maître-assistant à l'Université Paris-Sorbonne (Paris-IV) en 1971-1972, puis militaire enseignant au Lycée Lyautey de Casablanca (Maroc) en 1972-1974, il a été élu assistant de grec à l'Université de Paris-Sorbonne (Paris-IV) en 1975, puis maître-assistant en 1981 (devenu maître de conférences en 1985). Élu Professeur de langue et littérature grecques à l'Université de Picardie-Jules Verne (Amiens) en 1988, il a été Doyen de la Faculté des Lettres en 1997-1998. Élu professeur de langue et littérature grecques (Histoire des idées) à l’unité de formation et de recherche de Grec de l'Université de Paris-Sorbonne (Paris-IV) en 1998, il en a été directeur de 2002 à 2009, avant d’être directeur de l'École doctorale "Mondes anciens et médiévaux" (ED 22) de l'Université Paris-Sorbonne (devenue Sorbonne Université) jusqu’à son accession à l’éméritat (2009-2018).
Il a par ailleurs été secrétaire général de l'Association des Études grecques de 1987 à 2002, puis président de cette association en 2004-2005. Il est membre du comité de rédaction de la Revue des Études grecques.
Succédant à Jacqueline de Romilly et à Marc Fumaroli, il a présidé l’association Sauvegarde des enseignements littéraires de 2000 à 2013 et l'Association pour l'encouragement des études grecques en France en 2005.
Il a participé à la création, par l’association (‘charity’) Herodotus Helpline, de la revue en ligne Syllogos, hébergée par l’université de Heidelberg, et fait partie de son comité éditorial.
Il est membre du Conseil d’administration de l’Association Guillaume Budé.
Il a publié ou dirigé aux éditions des Belles-Lettres, au Livre de Poche (collections Références Antiquité, Nouvelle approche, Le Livre de poche classique, Le Livre de poche) et à Sorbonne Université (collection Hellenica des Presses de Sorbonne Université), de nombreux ouvrages portant sur l’antiquité grecque.

## Distinctions
Commandeur de l’ordre des Palmes académiques.

## Travaux
Ses livres et ses articles portent principalement sur la littérature grecque de l’époque classique, la sémantique et l’histoire des idées dans la Grèce ancienne, la médecine hippocratique, le fonctionnement de la démocratie athénienne et la réception de l’antiquité au vingtième siècle.

### Ouvrages
- La Cité grecque archaïque et classique et l’idéal de tranquillité, Paris, Les Belles Lettres (Collection des études anciennes), 1990 (2e éd. 2009), 437 pages.

- L'Iliade et l'Odyssée d'Homère, Editions du Chêne, Paris, 2005, 255 pages (Prépublication éditions France-Loisirs, 2004, trad. anglaise, 2005, trad. allemande, 2005).

- Sophocle, Aïas[16]/ Ajax, édition bilingue commentée par Paul Demont, Paris, Les Belles Lettres (Collection Commentario), 2022, XXXIV + 288 pages.

### Ouvrages en collaboration
- Édition du livre posthume de Louis Bodin, Lire le Protagoras, Introduction à la méthode dialectique de Protagoras, Paris, Les Belles Lettres, 1975, 107 pages (introduction de J. de Romilly).

- Hérodote, Histoires, préface de J. de Romilly, textes choisis, annotés et commentés par P. Demont, trad. de P. Giguet revue par P. Demont, Paris, Le Livre de poche (n° 4265), Collection "Nouvelle approche", 1987 (nombreuses rééditions).

- Homère, Odyssée, trad. de Ph. Jaccottet, préface, textes choisis, annotés et commentés par P. Demont,  Paris, Le Livre de Poche (n° 4286), Collection "Nouvelle approche", 1989, 256 pages (nombreuses rééditions).

- Médecine antique, cinq études de J. Jouanna, A. Debru, M. Perrin et P. Demont (« Les découvertes de la médecine grecque », p. 67-90), réunies par Paul Demont, Amiens, Faculté des Lettres, 1991, 118 pages.

- Sophocle, Antigone, traduction de Paul Mazon, introduction, notes et commentaires par Paul Demont, Le Livre de Poche classique (n°6909), 1991, 156 pages (nombreuses rééditions).

- Problèmes de la morale antique, sept études de Pierre Hadot, Paul Demont (« La formule de Protagoras », p. 39-57), Monique Canto, Luc Brisson, Jean-François Mattéi, Raphël Drai et Alain Michel, réunies par Paul Demont, Amiens, Faculté des Lettres, 1993, 133 pages.

- Platon, Protagoras, intr., trad. et comm. par Monique Trédé et Paul Demont, Le Livre de Poche classique, Paris, 1993, 241 pages (nombreuses rééditions).

- (En collaboration avec Anne Lebeau) Introduction au théâtre grec antique, Paris, Le Livre de Poche (collection Références-Antiquité), Paris, 1996, 256 pages (nombreuses rééditions).

- (En collaboration avec J.-M. André et J. Dangel) Les loisirs et l'héritage de la culture classique, Actes du XIIIe Congrès de l'Association Guillaume Budé (« Les problèmes du loisir en Grèce », p. 9-36), Latomus, Bruxelles, 1996, 712 pages.

- (En collaboration avec M. Pécharman, A. Rosa et V. Gély) La paix, Belin (Collection "Un thème, trois œuvres"), Paris, 2002 (p. 7-111 : "La paix dans La Paix d'Aristophane").

### Choix d’articles
- « Remarques sur le sens de τρέφω », Revue des Études Grecques 91, 1978, p. 358-384.
- « Notes sur le récit de la pestilence athénienne chez Thucydide et sur ses rapports avec la médecine grecque de l'époque classique » dans : F. Lasserre, Ph. Mudry (éd.), Actes du IVe Colloque international hippocratique (Lausanne 1981), Genève, Droz, 1983, p. 341-353.
- « Die Epideixis über die Techne im klassischen Griechenland » dans: W. Kullmann und J. Althoff (éd.), Vermittlung und Tradierung von Wissen in der griechischen Kultur, ScriptOralia 61, Tübingen, 1993, p. 181-209.
- « La Peste : un inédit d'Albert Camus, lecteur de Thucydide », Antike und Abendland'', XLII, 1996, p. 137-154.
- « La crise d’un professeur : le journal de Philippe Stephan et la genèse de La Peste », dans ed. G. Philippe, A. Spiquel (éd.), Pour un humanisme romanesque. Mélanges offerts à Jacqueline Lévi-Valensi, Paris, SEDES, 1999, p. 211-218.
- « Lots héroïques : remarques sur le tirage au sort de lIliade aux Sept contre Thèbes »], REG, 113, 2000, p. 299-325.
- « Théorie et pratique du style périodique chez Isocrate », Skhèma/Figura. Formes et figures chez les Anciens, éd. par M.-S. Celentano, P. Chiron et M.-P. Noël, Etudes de littérature ancienne 13, Paris, Editions Rue d'Ulm, 2004, p. 77-87.
- « Hannah Arendt et la philosophie politique grecque », Cahiers de la Villa Kérylos, 13, 2002, p. 21-41 (Colloque « Tradition classique et modernité », éd. A. Michel et J. Leclant).
- « Les humeurs : une question de goût », Cahiers de la Villa Kérylos, 15, 2004, p. 53-69 (Colloque « La médecine grecque antique », éd. J. Jouanna et J. Leclant).
- « Le motif du 'tard' dans Der Tod in Venedig de Thomas Mann et la mise en scène de la référence à l'antiquité », Études germaniques, 64, 2009, p. 541-558.
- « Figures de l'enquête dans les Enquêtes d'Hérodote »,  Annali della Scuola Normale Superiore di Pisa, Classe di Lettere e Filosofia, serie IV, vol. VII, 2, 2002, 261-286 (« Figures of Inquiry in Herodotus' Inquiries », Mnemosyne, 62, 2009, 179-205).
- « Le journal de Philippe Stephan dans la première version de La Peste d'Albert Camus. Note sur une édition récente », Revue d'Histoire littéraire de la France, 109 (3), 2009, 719-724.
- « Tirage au sort et démocratie en Grèce ancienne », La Vie des idées, 22 juin 2010. URL : http://www.laviedesidees.fr/Tirage-au-sort-et-democratie-en.html (traduction anglaise sur le même site).
- « Jacqueline de Romilly, l'enseignement et la démocratie », Bulletin de l'Association Guillaume Budé, 2011, p. 53-61.
- « Les nouveaux fragments d'Hypéride », Revue des Études Grecques, 124, 2011, p. 21-45.
- « De Carl Schmitt à Christian Meier : Les Euménides d'Eschyle et le concept de "politique" ("Das Politische") », Philosophie antique, 11, 2011, p. 151-174.
- « The Causes of the Athenian Plague and Thucydides », Thucydides between History and Literature, A. Tsakmakis, M. Tamiolaki (ed.), Berlin, Boston, De Gruyter, 2013, p. 73-87.
- « The Tongue and the Reed: Organs and Instruments in the Philosophical Part of Hippocratic Regimen », Journal of Hellenic Studies 134 (2014), p. 12-22.
- « La théorie du logos dans le Sur l'Échange d'Isocrate », La Rhétorique au miroir de la philosophie, B. Cassin (éd.), Paris, Vrin, 2015, p. 69-91.
- « Herodotus on Health and Disease », in E. Bowie (ed.), Herodotus – narrator, scientist, historian, De Gruyter, Berlin / Boston, 2018, p. 175-196.
- « Xénophon et Plutarque dans Der Tod in Venedig de Thomas Mann », Costellazioni 6, 2018, p. 45-66.
- « Le tirage au sort dans l’Athènes antique : de la religion à la politique », Participations (Hors série : Tirage au sort et démocratie. Histoire, instruments, théories) 2019, p. 99-116.
- « Socrate et le tirage au sort », Commentaire'', 169, printemps 2020, p. 81-87. Traduction anglaise : "Socrates and Sortition", Common Knowledge (2023) 29 (2), p. 193–205.
- « Ethics in Early Greek Medicine », dans: David C. Wolfsdorf (ed.), Early Greek Ethics, Oxford University Press, Oxford, 2020, p. 520-544.
- « Le jeûne dans le monde grec antique », La dîme du corps. Doctrines et pratiques du jeûne. Vol. 1. Jeûnes anciens et orientaux. Jeûnes d’islam, dir. H. Benkheira, S. H. De Franceschi, Turnhout, Brepols (Bibliothèque de l'École des Hautes Études, Sciences religieuses, 201), 2023, p. 85-124.
- « Aïas / Ajax de Pindare à Sophocle, ou la mise en scène d'un héros athénien ‘tragique' », Revue des Études grecques, 136, 2023, p. 53-72.
- « Herodotus (and Protagoras) on the Foresight of the Divine (3.107-109) », Syllogos 1, 2022, p. 44-64.